# An Ordinary Blue Monday
Pour plus de détails, voir Fiche technique et Distribution.
An Ordinary Blue Monday est un film d'animation sud-africain de court métrage réalisé par Naomi van Niekerk et sorti en 2014[réf. nécessaire].

## Fiche technique
- Titre : An Ordinary Blue Monday
- Titre original : 'n Gewone blou Maandagoggend
- Réalisation : Naomi van Niekerk
- Scénario : Naomi van Niekerk, d'après l'œuvre de Ronelda Kamfer
- Animateur :
- Montage :
- Musique : Arnaud van Vliet
- Producteur : Nita Cronje
- Production :
- Pays d'origine :  Afrique du Sud
- Durée : 3 minutes 24
- Dates de sortie :
  -  France : 13 juin 2016 (Festival international du film d'animation d'Annecy)

## Distribution
- Ronelda Kamfer

## Distinctions
Il remporte le prix « Jean-Luc Xiberras » de la première œuvre pour court métrage à l'édition 2016 du festival international du film d'animation d'Annecy.